# Стрижаков, Александр Николаевич
Александр Николаевич Стрижаков (род. 12 февраля 1937 года, Куйбышев, СССР) — советский и российский учёный-медик, специалист в области акушерства и гинекологии, академик РАМН (1999), академик РАН (2013).

## Биография
Родился 12 февраля 1937 года в Куйбышеве (сейчас это Самара).
В 1960 году — окончил Куйбышевский медицинский институт, затем 3 года работал врачом акушером-гинекологом родильного дома г. Чапаевска.
В 1963 году — зачислен в клиническую ординатуру ВНИИ акушерства и гинекологии МЗ СССР.
В 1968 году — защитил кандидатскую, а в 1977 году — докторскую диссертацию, тема: «Патогенез, клиника и терапия генитального эндометриоза».
В 1979 году — присвоено учёное звание профессора.
С 1970 года работает в Первом Московском медицинском институте, где прошел путь ассистента, доцента, профессора, а с 1981 года — заведующий кафедрой акушерства, гинекологии и перинатологии.
В 1993 году — избран членом-корреспондентом РАМН.
В 1999 году — избран академиком РАМН.
В 2013 году — стал академиком РАН (в рамках присоединения РАМН и РАСХН к РАН).

## Научная деятельность
Специалист в области акушерства и гинекологии.
Один из основателей нового направления акушерско-гинекологической науки — перинатологии.
Разработаны и внедрены в широкую клиническую практику современные методы обследования и лечения плода, позволившие значительно улучшить здоровье новорожденных. Разработаны ранние ультразвуковые и допплерометрические маркеры развития плацентарной недостаточности у беременных группы высокого риска перинатальной патологии, дано научное обоснование целесообразности использования высокотехнологичных методов исследования состояния плацентарной системы и плода; разработаны стандарты клинического, лабораторного, ультразвукового, допплерометрического, кардиотокографического обследования женщин с синдромом потери плода, преэклампсией, плацентарной недостаточностью, синдромом задержки роста плода, внутриутробным инфицированием, многоплодной беременностью, тазовым предлежанием плода, переношенной беременностью; изучены звенья патогенеза плацентарной недостаточности и синдрома задержки роста плода на основании исследования факторов роста (фактор роста плацента и сосудисто-эндотелиальный фактор), маркеров апоптоза и клеточной пролиферации, материнской и плодовой генетически обусловленной и приобретенной тромбофилии; разработана новая концепция ведения беременности высокого риска, современные подходы к медикаментозной коррекции нарушений состояния плода и плацентарной недостаточности.
Под его руководством получены новые данные по патогенезу, лечению и разработке принципов акушерской тактики при преэклампсии, HELLP-синдроме, акушерских кровотечениях. Разработана и внедрена новая модификация операции кесарева сечения, позволившая значительно сократить время оперативного вмешательства и интраоперационную кровопотерю. Проведено подробное изучение (трансвагинальнаяэхография, динамическая лапароскопия, гистероскопия) особенностей течения неосложненного и осложненного послеоперационного периода. Разработана новая тактика ведения эндометритов после операции кесарева сечения.
В настоящее время изучаются проблемы малоинвазивной хирургии в гинекологии с обоснованием целесообразности проведения органосберегающих операций у больных репродуктивного возраста; проблемы генитального эндометриоза, миомы матки, оптимизация ведения беременности и родов высокого перинатального риска. Предложены, апробированы и усовершенствован методы: малоинвазивных вмешательств в гинекологии, гистероскопия, дренирование гнойных воспалительных тубо-овариальных образований, что позволило избежать радикального хирургического (органоуносящего) вмешательства. Разработаны и внедрены в гинекологию высокотехнологичные методы обследования и лечения при различных заболеваниях женской репродуктивной системы.
Под его руководством защищено 28 докторских и 76 кандидатских диссертации.
Автор более 1000 научных трудов, 63 монографии.

### Научно-организационная деятельность
- главный редактор журнала «Вопросы гинекологии, акушерства и перинатологии», член редколлегии журналов «Акушерство и гинекология», «Анналы хирургии»;
- член Межведомственного Научного совета по акушерству и гинекологии, вице-президентом Российской ассоциации специалистов по перинатальной медицине, член президиума Международного Союза перинатологов, член Международной Академии по перинатальной медицине;
- академик Российской академии естественных наук, академик Академии медико-технических наук.

- «Генитальный эндометриоз» (1985)
- «Задержка развития плода» (1988)
- «Руководство. Практическое акушерство» (1989, 1997)
- «Ультразвуковая диагностика в акушерской клинике» (1990), "Антенатальная кардиология (1991)
- «Клиническая трансвагинальная эхография» (1994, 1997, 1999)
- «Оперативная лапароскопия в гинекологии» (1995)
- «Эндометриоз. Клинические и лапароскопические аспекты» (1996)
- «Избранные лекции по акушерству и гинекологии» (1996)
- «Современные методы контрацепции» (1996)
- «Гнойные воспалительные заболевания придатков матки» (1996)
- «Гистерорезектоскопия» (1997)
- «Внематочная беременность» (1998, 2001)
- «Кесарево сечение в современном акушерстве» (1998)
- «Клинические лекции по акушерству и гинекологии» (2000, 2004)
- «Акушерство. Учебник для студентов медицинских вузов» (2000)
- «Малоинвазивная хирургия в гинекологии» (2001)
- «Атлас. Трансвагинальная эхография» (2001)
- «Руководство по ультразвуковой диагностике» (2001)
- «Симптомы и синдромы в клиническом акушерстве и гинекологии» (2001)
- «Клиническое руководство по миниинвазивной хирургии в гинекологии» (2002)
- «Клиническая кольпоскопия» (2002)
- «Абдоминальная хирургия в гинекологии» (2002)
- «Генитальные инфекции» (2003)
- «Физиология и патология плода» (2004)
- «Физиология и патология послеродового периода» (2004).

## Награды[4]
- Медаль ордена «За заслуги перед Отечеством» II степени (1998)[5]
- Премия Правительства Российской Федерации в области науки и техники (в составе группы, за 2001 год) — за разработку и внедрение в практику эндоскопических методов в гинекологии[6]
- Премия Правительства Российской Федерации в области науки и техники (в составе группы, за 2011 год) — за разработку и внедрение высокотехнологичных методов исследования состояния матери и плода для обеспечения здоровья будущего поколения[7]
- Заслуженный деятель науки Российской Федерации (1993)
- Заслуженный деятель науки РСФСР (1991)[8]
- Благодарность Президента Российской Федерации (2015) — за заслуги в развитии здравоохранения, медицинской науки, образования и многолетнюю добросовестную работу
- Золотая медаль имени Л. С. Персианинова РАН (2018) — за цикл работ «Разработка и внедрение высокотехнологичных методов диагностики и лечения в гинекологию, акушерство, перинатологию для обеспечения здоровья и долголетия будущего поколения»[9]
- Премия РАМН имени В. С. Груздева (1999) — за цикл работ «Малоинвазивная хирургия в гинекологии»
- Премия РАМН имени Л. С. Персианинова (2008) — за лучшую работу по акушерству, гинекологии и перинатологии
- Лучший врач России (номинация «Призвание», 2005 год) — за создание нового направления в медицине
- Золотая медаль имени И. М. Сеченова (за лучшую научную работу, за 2000, 2005 годы)